# 9-9-81
Pour plus de détails, voir Fiche technique et Distribution.
9-9-81 (บอก-เล่า-9-ศพ) est un film d'horreur thaïlandais écrit et réalisé par Rapeepimol Chaiyasena, sorti en 2012.

## Fiche technique
- Titre original : บอก-เล่า-9-ศพ
- Titre international : 9-9-81
- Réalisation : Rapeepimol Chaiyasena
- Scénario : Rapeepimol Chaiyasena
- Montage : Watthanachai Dulyakovit et Surasak Pranken
- Production : Dulyasit Niyomgul
- Société de production :
- Société de distribution :
- Pays d'origine :  Thaïlande
- Langue originale : thaï
- Format : couleur
- Genre : horreur
- Durée : 92 minutes
- Dates de sortie :  
  -  Thaïlande : 13 septembre 2012

## Distribution
- Patitta Attayatamavitaya :
- Supachai Girdsuwan : Phoj, The Old Dog
- Setsit Limkasitdej : The Bride
- Thiti Vechabul :